# مقاطعة سانت لورنس (نيويورك)
مقاطعة سانت لورنس (بالإنجليزية: St. Lawrence  County)‏ هي إحدى المقاطعات في ولاية نيويورك في الولايات المتحدة الأمريكية.

## أعلام
- أوليفر هال
- ديفيد أوبراين مارتن
- ويليام هنري ستيلويل